# Des gens comme les autres
Pour le film sorti en 2009, voir Ordinary People.
Pour plus de détails, voir Fiche technique et Distribution.
Des gens comme les autres (Ordinary People) est un drame psychologique américain réalisé par Robert Redford, sorti en 1980. Il s’agit de l’adaptation du roman Ordinary People de Judith Guest (1976).
Premier long métrage réalisé par l’acteur, le film est un succès critique et commercial. Il reçoit de nombreux récompenses et nominations dont 6 nominations aux Oscars 1981. Le film obtient notamment l'Oscar du meilleur film et celui du meilleur réalisateur.

## Synopsis
La famille Jarrett est une famille bourgeoise installée à Lake Forest près de Chicago dans l'Illinois. Après la mort du fils aîné, Jordan « Buck », dans un accident de bateau, la famille va se désagréger. La mère, Beth, ne cherche sa réussite que dans la norme des apparences sociales et leur approbation, en se cachant derrière son statut de mère, et qui, en étant aveugle aux sentiments et à la psychologie des membres de sa famille, a installé l'absence de cœur, la superficialité des sentiments et l'absence d'empathie comme critères de la vie familiale. Comme elle se refuse à se remettre en cause et à répondre aux besoins d'amour autour d'elle, son mari Calvin lui reproche d'avoir enterré le meilleur d'elle-même à la mort de leur fils. Elle décide alors de quitter la maison.
Le fils cadet, Conrad, est un adolescent qui souffre psychologiquement à la suite de la mort de son frère. Se sentant très coupable, il va sombrer dans la dépression et va faire une tentative de suicide. Sa tentative de suicide le conduit dans un hôpital, dans lequel il reste quatre mois, avant de réintégrer l'école. Calvin, son père, le pousse à aller voir un psychiatre. Conrad commence ainsi une thérapie avec le docteur Tyrone C. Berger, avec l'objectif d'apprendre à mieux se contrôler.
Conrad s'éloigne peu à peu de ses amis de l'école, abandonne les cours de natation dans lesquels il excellait. D'un autre côté, il fait la connaissance d'une camarade de la chorale dont il fait partie. Il revoit Karen, une fille qu'il a connue à l'hôpital. Elle semble aller très bien, ne regrette pas l'hôpital contrairement à Conrad. Un malaise s'installe rapidement entre eux, et elle abrège leur rendez-vous. En essayant de la recontacter par la suite, Conrad apprend qu'elle s'est suicidée. Cette nouvelle provoque chez lui un grand choc.
La relation entre Conrad et Beth, sa mère, se détériore peu à peu. Beth évite de passer du temps avec son fils. Elle pense l'envoyer en pension, planifie des vacances sans lui. Elle prend très mal d'apprendre par une amie plutôt que par Conrad qu'il a arrêté la natation. Elle reproche à son mari d'être trop tendre avec lui. Sa relation avec lui se détériore également, jusqu'à la pousser à partir de la maison.
Calvin, le père, tarde à prendre la pleine mesure de la mauvaise relation qui se développe entre sa femme et son fils. Il se rend à son tour chez le psychiatre. Lors de la séance, il prend conscience du rôle de Beth dans le dysfonctionnement familial. Il finit par douter de la capacité de Beth à aimer, et lui révèle qu'il ne sait pas qui elle est. Beth fait alors ses valises et part. Ce changement de situation pousse le père et le fils à montrer leur entre-attachement profond.

## Fiche technique
Sauf indication contraire, les informations mentionnées dans cette section peuvent être confirmées par la base de données cinématographiques IMDb,  présente dans la section « Liens externes ».
- Titre original : Ordinary People
- Titre français : Des gens comme les autres
- Réalisation : Robert Redford
- Scénario : Alvin Sargent, d'après le roman Ordinary People de Judith Guest
- Musique : Marvin Hamlisch
- Direction artistique : Philip Bennett et J. Michael Riva
- Décors : Jerry Wunderlich et William Fosser
- Costumes : Bernie Pollack
- Photographie : John Bailey
- Son : Charles Wilborn
- Montage : Jeff Kanew
- Production : Ronald L. Schwary
- Société de production : Wildwood Enterprises, Inc
- Société de distribution : Paramount Pictures
- Budget : 6 millions de dollars[1]
- Pays de production :  États-Unis
- Langue originale : anglais
- Genre : drame
- Durée : 124 minutes
- Dates de sortie :
  - États-Unis : 19 septembre 1980 (avant-première à New York) ; 26 septembre 1980 (sortie nationale)
  - France : 11 mars 1981

## Distribution
- Donald Sutherland (VF : Jacques Charby) : Calvin Jarrett
- Mary Tyler Moore (VF : Hélène Manesse) : Beth Jarrett
- Judd Hirsch (VF : William Sabatier) : le Dr Berger
- Timothy Hutton (VF : Bernard Jourdain) : Conrad Jarrett
- M. Emmet Walsh (VF : Jacques Ferrière) : Salan, le professeur de natation
- Elizabeth McGovern (VF : Catherine Allégret) : Jeannine Pratt
- Dinah Manoff (VF : Sylvie Feit) : Karen
- Fredric Lehne (VF : Joël Martineau) : Lazenby
- James B. Sikking (VF : Marc de Georgi) : Ray
- Basil Hoffman : Sloan
- Quinn Redeker : Ward, le frère de Beth
- Mariclare Costello : Audrey, la femme de Ward
- Meg Mundy (VF : Paule Emanuele) : la grand-mère
- Elizabeth Hubbard : Ruth
- Adam Baldwin (VF : François Leccia) : Stillman
- Richard Whiting (VF : Louis Arbessier) : le grand-père
- Scott Doebler : Jordan « Buck » Jarrett
- Carl DiTomasso : Van Buren
- Tim Clarke : Truan
- Ken Dishner : Genthe
- Lisa Smyth : Gail
- Ann Eggert : Mitzi
- Randall Robbins : Bryce
- Cynthia Baker Johnson : Mme Mellon
- John Stimpson : John

## Production
Le tournage a lieu dans l'Illinois (Lake Forest, Wilmette, Northbrook, Fort Sheridan, Highland Park, Lake Bluff, Chicago) à Columbus dans l'Ohio et en Californie (Paramount Studios de Los Angeles, Apple Valley)

## Accueil

### Sorties
Des gens comme les autres sort en avant-première mondiale le 19 septembre 1980 à New York, avant la sortie nationale le 26 septembre 1980 aux États-Unis, et le 11 mars 1981 en France.

### Box-office
Le film réalise près de 54 766 923 dollars au box-office nord-américain. En France, il attire 754 296 spectateurs en salles.

## Distinctions
(en) Récompenses pour Des gens comme les autres sur l’Internet Movie Database

### Récompenses
- Oscars 1981 :
  - Meilleur film pour Ronald L. Schwary
  - Meilleur réalisateur pour Robert Redford
  - Meilleur scénario adapté pour Alvin Sargent
  - Meilleur acteur dans un second rôle pour Timothy Hutton
- Golden Globes 1981 :
  - Meilleur film dramatique pour Ronald L. Schwary et Robert Redford
  - Meilleur réalisateur pour Robert Redford
  - Meilleure actrice dans un film dramatique pour Mary Tyler Moore
  - Meilleur acteur dans un second rôle pour Timothy Hutton
  - Meilleure révélation masculine de l'année pour Timothy Hutton
- 33e cérémonie des Writers Guild of America Awards : meilleur scénario adapté (drame) pour Alvin Sergent
- 33e cérémonie des Directors Guild of America Awards : meilleur réalisateur pour Robert Redford
- 46e cérémonie des New York Film Critics Circle Awards : meilleur film

### Nominations
- Oscars 1981 :
  - Meilleure actrice pour Mary Tyler Moore
  - Meilleur acteur dans un second rôle pour Judd Hirsch
- Golden Globes 1981 :
  - Meilleur scénario pour Alvin Sargent
  - Meilleur acteur dans un film dramatique pour Donald Sutherland
  - Meilleur acteur dans un second rôle pour Judd Hirsch
- 35e cérémonie des British Academy Film Awards :
  - Meilleure actrice pour Mary Tyler Moore
  - Meilleur nouveau venu le plus prometteur dans un rôle principal au cinéma pour Timothy Hutton